# Jim Bulloch
James Bulloch, detto Jim (23 febbraio 1920 – Fort Garry, 21 aprile 1991), è stato un allenatore di pallacanestro canadese.

## Carriera
Ha guidato il Canada ai Campionati del mondo del 1954, classificandosi al settimo posto.
È stato introdotto nel 1981 nella Manitoba Sports Hall of Fame.